# Alain-Fournier
Alain-Fournier, este pseudonimul lui Henri Alban Fournier (1886-1914), scriitor francez, mort la 27 de ani, autor al unui singur roman, "Le Grand Meaulnes", roman poetic de factură simbolistă.

## Biografie
S-a născut pe 3 octombrie 1886 la La Chapelle-d'Angillon și și-a petrecut copilăria la Sologne și în Bas-Berry, unde părinții săi au fost învățători. A făcut studii liceale la liceul Lakanal, la Sceaux în apropiere de Paris, unde s-a pregătit pentru admiterea la École normale supérieure, unde s-a împrietenit cu scriitorul Jacques Rivière, care se va căsători cu sora sa mai mică, Isabelle, în 1909. Împreună cu Rivière se lansează în discuții asupra problemelor de actualitate în literatură, muzică și pictură, fiind printre primii care descoperă la unii scriitori tineri - încă neînțeleși și ironizați - pe aceia care aveau să devină marile nume ale perioadei ce va urma: Paul Claudel, Charles Péguy, Paul Valéry. În 1907 întrerupe studiile pentru a-și satisface serviciul militar. Publică câteva poezii, eseuri și povestiri (reunite mai târziu sub titlul "Miracles").
Henri Alban Fournier a murit la Éparges, în apropiere de Verdun, pe 22 septembrie 1914, in primele lupte din Primul Război Mondial, și a fost înhumat în cimitirul militar de la Saint-Rémy la Calonne. Corpul lui a fost identificat abia în 1991 cu ajutorul datării cu carbon radioactiv, pentru că fusese îngropat într-o groapă comună germană, și a fost reînhumat într-un mormânt separat.

## Cărarea pierdută
Pe 1 iunie 1905, un licean de 18 ani, Henri Alban Fournier, în timpul unei scurte promenade pe cheiul Senei, întâlnește absolut întâmplător, pe scările de la Petit Palais din Paris, o tânăra zveltă și elegantă, pe Yvonne Quiévrecourt, care va fi marea sa iubire și îl va inspira în creația personajului Yvonne de Galais din viitorul său roman.
O urmărește, află unde locuiește și, câteva zile mai târziu, schimbă cu ea câteva cuvinte, doar pentru a afla că este deja logodită. O va reîntâlni abia după 8 ani, căsătorită și mamă a doi copii.
Această întâlnire, care marchează definitiv destinul lui Henri Alban Fournier, va fi apoi redată, aproape identic, în unicul său roman, publicat în 1913 sub semnătura Alain-Fournier: "Le grand Meaulnes" (tradus în limba româna cu titlul "Cărarea pierdută").
Tradus în limba română în 1945 la Editura Gorjan (prima traducere in romana a fost in anul 1942, de catre DOMNITA GHERGHINESCU-VANIA, cu drepturile rezervate "Editurii Gorjan" , copyright by Emile-Paul Freres-Paris, nr.4010 /1.e5.42/) romanul Cărarea pierdută a beneficiat de ilustrații realizate de artistul plastic Fred Micoș și a avut cronici literare favorabile în presa culturală a vremii.
Cartea are un succes instantaneu și ratează cu puțin acordarea Premiului Goncourt: obține cinci voturi din cele șase necesare. La începutul anului 1914, Fournier începe să scrie un al doilea roman, "Colombe Blanchet". Nu-l va mai termina.
Sora lui, Isabelle, publică în 1925, după moartea soțului său, Jacques Rivière, abundenta corespondență ("Correspondance") dintre cei doi prieteni, apoi "Lettres au Petit B." (René Bichet, un coleg de la liceul Lakanal), "Lettres d'Alain-Fournier à sa Famille" și proprii amintiri asupra fratelui său "Images d'Alain-Fournier".

## Statistici
Optzeci și cinci de ani mai târziu, ziarul Le Monde propune cititorilor săi să aleagă cele mai importante o sută de cărți ale secolului XX. "Le Grand Meaulnes" se afla între primele zece romane ale secolului trecut, alături de "În căutarea timpului pierdut", romanul fluviu al lui Marcel Proust, "Procesul" lui Franz Kafka, "Călătorie la capătul nopții" al lui Louis-Ferdinand Céline sau "Fructele mâniei" al lui John Steinbeck.

## Influențe
Romanul a fost un adevărat roman cult pentru prozatorii români interbelici și i-a influențat pe Mihail Sebastian, Mircea Eliade și Ionel Teodoreanu, autorii unor alte capodopere ale literaturii pentru adolescenți.

## Opere
- 1913 : Le Grand Meaulnes (a fost publicat în luna noiembrie în foileton în la Nouvelle revue française și la editura Emile Paul în același an.)
- 1925 : Corespondența cu Jacques Rivière
- Scrisori micuței B...
- Scrisori trimise familiei
- Miracole  (poeme)
- 1992 : Alain-Fournier, Madame Simone, Corespondență 1912-1914, Fayard, 1992, ISBN: 2-213029989
- 2003 : Colombe Blanchet - Schițe ale unui roman inedit, transcrierea unui manuscris de 133 de pagini de schițe și notițe pentru un viitor roamn. Le cherche midi, 2003